# Kazuaki Tasaka
Kazuaki Tasaka (japonsko 田坂 和昭), japonski nogometaš in trener, 3. avgust 1971.
Za japonsko reprezentanco je odigral 7 uradnih tekem.